# إي. إتش. كرامب
إي. إتش. كرامب هو شخصية أعمال وسياسي أمريكي، ولد في 2 أكتوبر 1874 في هولي سبرينغز في الولايات المتحدة، وتوفي في 16 أكتوبر 1954 في ممفيس في الولايات المتحدة. نشط حزبياً في الحزب الديمقراطي. وقد انتخب Mayor of Memphis ‏ وانتخب عضو مجلس النواب الأمريكي ‏.